# Gemini VII
Gemini VII foi a quarta missão tripulada do Projeto Gemini realizada entre 4 de dezembro e 18 de dezembro de 1965, tendo como tripulação os astronautas Frank Borman e James Lovell. A missão tinha como objetivo principal estudar problemas sobre a longa permanência no espaço por seres humanos, sendo o mais longo voo até então, programado para durar quatorze dias. Entretanto, acabou sendo também usada também para o primeiro encontro em órbita entre duas espaçonaves norte-americanas, no caso, com a Gemini VI-A.

## Tripulação

### Principal
| Posição           | Astronauta          |
| ----------------- | ------------------- |
| Piloto Comandante | Frank F. Borman II  |
| Piloto            | James A. Lovell Jr. |

### Reserva
| Posição           | Astronauta         |
| ----------------- | ------------------ |
| Piloto Comandante | Edward H. White II |
| Piloto            | Michael Collins    |

### Equipe de suporte
- Charles Bassett (Houston CAPCOM)
- Alan Bean (Cabo CAPCOM)
- Eugene Cernan (Houston CAPCOM)
- Elliot See (Houston CAPCOM)

## Objetivos da missão

A cápsula Gemini VII em exibição

A Gemini VII estava em princípio programada para voar após a Gemini VI. Porém, um problema no lançamento de um foguete Agena, que serviria de alvo para um encontro em órbita com a VI mas explodiu no ar depois de lançado, fez com que a missão da Gemini VI fosse cancelada. Mas o teste do encontro em órbita era considerado tão prioritário para a NASA, que resolveu-se mandar ao espaço a VII pouco antes da missão substituta da cancelada VI, a Gemini VI-A, de maneira que ele fosse realizado.
Além disso, a principal missão inicial da Gemini VII era realizar um voo de longa duração, para testar os efeitos da permanência em gravidade zero nos astronautas por quatorze dias, o que fez desta missão a mais longa do programa espacial norte-americano até ao início do programa Skylab, na década de 1970.

## Localização da nave espacial
A espaçonave está em exibição no Steven F. Udvar-Hazy Center , Chantilly, Virginia.